# Ceratozetes neonomintus
Ceratozetes neonomintus är en kvalsterart som beskrevs av Subías 2004. Ceratozetes neonomintus ingår i släktet Ceratozetes och familjen Ceratozetidae. Inga underarter finns listade i Catalogue of Life.